# Greve (schoenen)
Greve is een schoenfabriek te Waalwijk. Ze produceert handgemaakte schoenen.

## Geschiedenis
In 1898 richtte de naamgever, Hermanus Greve, dit Waalwijksche schoenatelier op. Het bleef een ambachtelijk familiebedrijf dat inmiddels onder leiding van 4e generatie Jos Jan Greve staat.
In 1982 werkten bij H Greve 48 mensen aan bijna geheel handgemaakte schoenen. De jaarproductie in 1988: 20.000 paar.
De fabriek hanteert vier methode's van schoenfabricage: Goodyear, Ago gelijmd, Blake en moccasin. Greve is een van de weinig nog overgebleven schoenfabrieken in De Langstraat. Dit bedrijf draagt sinds 1998 het predicaat Hofleverancier.